# Unione Sportiva Tolentino 1997-1998
Questa voce raccoglie le informazioni riguardanti  l'Unione Sportiva Tolentino nelle competizioni ufficiali della stagione 1997-1998.

## Rosa
| N. |                   | Ruolo | Calciatore             |
| -- | ----------------- | ----- | ---------------------- |
|    | Italia (bandiera) | P     | Giuseppe Aprea         |
|    | Italia (bandiera) | D     | Riccardo Bocchini      |
|    | Italia (bandiera) | C     | Vincenzo Botticelli    |
|    | Italia (bandiera) | A     | Carmine Carraturo      |
|    | Italia (bandiera) | C     | Andrea Casoni          |
|    | Italia (bandiera) | D     | Flavio Chiti           |
|    | Italia (bandiera) | A     | Gino Clementi          |
|    | Italia (bandiera) | D     | Stefano Cognini        |
|    | Italia (bandiera) | A     | Stefano Cuccù          |
|    | Italia (bandiera) | A     | Massimiliano Fanesi    |
|    | Italia (bandiera) | D     | Simone Farabegoli      |
|    | Italia (bandiera) |       | Ferretti               |
|    | Italia (bandiera) | D     | Stefano Fontana        |
|    | Italia (bandiera) | C     | Michele Francescangeli |
|    | Italia (bandiera) | C     | Paolo Gaspa            |

| N. |                   | Ruolo | Calciatore          |
| -- | ----------------- | ----- | ------------------- |
|    | Italia (bandiera) | C     | Emanuele Liberti    |
|    | Italia (bandiera) | A     | Francesco Libro     |
|    | Italia (bandiera) |       | Lorenzi             |
|    | Italia (bandiera) | C     | Michele Luzi        |
|    | Italia (bandiera) | C     | Vincenzo Maenza     |
|    | Italia (bandiera) | C     | Manolo Manoni       |
|    | Italia (bandiera) | D     | Matteo Moretti      |
|    | Italia (bandiera) | P     | Massimiliano Mori   |
|    | Italia (bandiera) | D     | Mauro Musco         |
|    | Italia (bandiera) | C     | Massimo Nerpiti     |
|    | Italia (bandiera) | D     | Gionatha Pazzi      |
|    | Italia (bandiera) | A     | Massimo Savio       |
|    | Italia (bandiera) | D     | Stefano Simoncelli  |
|    | Italia (bandiera) | A     | Samuele Sopranzi    |
|    | Italia (bandiera) | C     | Massimiliano Vitali |